# Cogito ergo sum
Pour les articles homonymes, voir Cogito.
 (juin 2009).
Cogito, ergo sum est une locution latine signifiant « Je pense, donc je suis ». Employée en français par le philosophe et  mathématicien René Descartes dans le Discours de la méthode (1637), la formule connaît une variante dans les Méditations métaphysiques (1641) : ego sum, ego existo (« je suis, j'existe »). Il revient ensuite à une formulation plus proche de celle de 1637, dans les Principes de la philosophie (1644) : ego cogito, ergo sum.

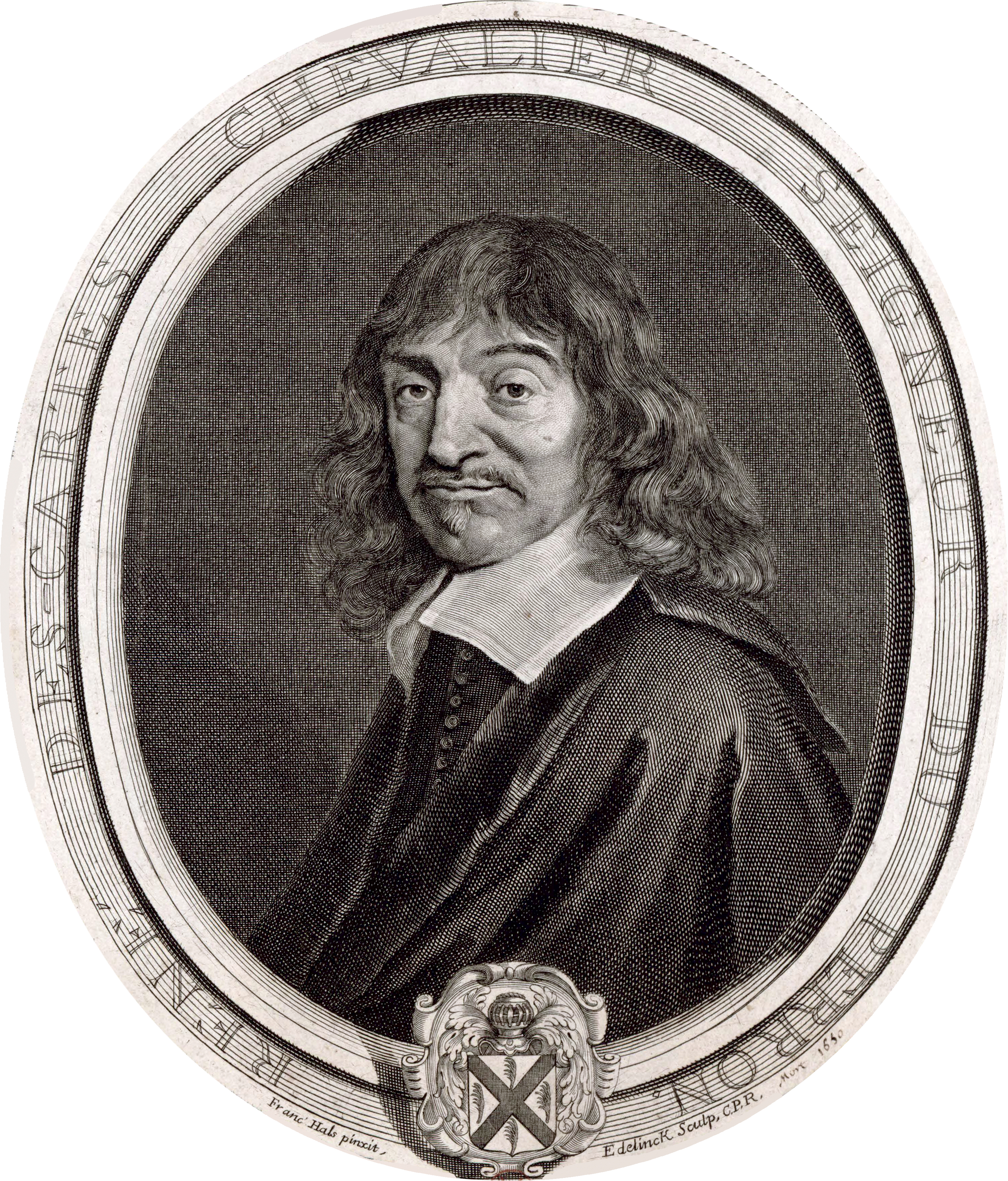
Le philosophe René Descartes, qui reprit cette formule.

Pour le philosophe, cette locution exprime la première certitude qui résiste à un doute méthodique. Cherchant à refonder entièrement la connaissance, Descartes souhaite lui trouver un fondement solide, absolument certain. Cette recherche l'amène à la conclusion que seule sa propre existence, en tant que « chose qui pense », est certaine au départ. C'est cette découverte qu'exprime le « cogito ». Indépendamment des formulations, le cogito constitue un élément majeur de la pensée cartésienne. Il est une certitude à partir de laquelle Descartes va tenter de refonder toute la connaissance. Il consiste en une intuition qui ne se résume pas à une déduction logique.
Dans le vocabulaire philosophique, l'expression est fréquemment raccourcie et substantivée. On parle simplement du cogito, pour exprimer l'intuition acquise par le sujet grâce à sa conscience de lui-même. Le cogito est alors pris comme une découverte qui n'est plus toujours liée à Descartes lui-même. On parle ainsi de cogito augustinien, avant Descartes, ou de cogito husserlien, après lui.
René Descartes était un philosophe, mathématicien et scientifique français du XVIIe siècle. Il est souvent considéré comme le père de la philosophie moderne en raison de son approche rationaliste et de son scepticisme méthodologique. Sa phrase célèbre "Je pense, donc je suis" est issue de son travail "Méditations métaphysiques" et exprime sa certitude fondamentale basée sur la conscience réflexive. Descartes a également apporté des contributions importantes en mathématiques, notamment avec le développement de la géométrie analytique. Ses idées ont eu une influence significative sur la philosophie, les sciences et les mathématiques, et son œuvre continue d'être étudiée et discutée aujourd'hui.

## Le cogito cartésien

### Contexte
Le contexte du XVIIe siècle est celui d'un questionnement sur la structure physique du monde. En 1623, l'année même où Descartes fit son pèlerinage à Loreto, Marin Mersenne publiait Questions sur la Genèse, qui, plus qu'un véritable traité sur la Genèse, était une critique de la Kabbale chrétienne et de Pic de la Mirandole. En 1633, Galilée était condamné par l'Inquisition pour avoir publié le dialogue sur les deux grands systèmes du monde, où il prenait parti en faveur du modèle héliocentrique de Copernic ; c'est ce que nous appelons aujourd'hui la controverse ptoléméo-copernicienne. En novembre 1633, Descartes, qui était lui-même aussi favorable au modèle héliocentrique, a appris que Galilée a été condamné. Il a donc renoncé par prudence à publier le Traité du monde et de la lumière où il exposait des thèses héliocentriques (il ne paraîtra qu'en 1664), et a préféré publier un ouvrage philosophique, le fameux Discours de la méthode (1637). Descartes a connu Mersenne à partir de 1637. Il échangea une correspondance avec lui, dans le cadre des réseaux de scientifiques de cette époque. En 1641, c'est à Mersenne que Descartes demanda de recueillir les objections sur les Méditations métaphysiques.
Le Cogito ergo sum se comprend donc comme l'attitude d'un homme qui revendique une forme de pensée contraire à celle des autorités de l'Église, et proclame son droit à l'existence par la pensée.

### Origine

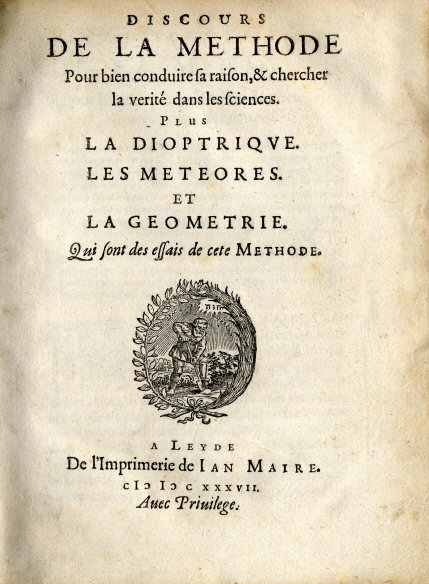
Page de titre de la première édition du Discours de la méthode (1637).

Le cogito est initialement exposé en français par Descartes dans le Discours de la méthode (1637), quatrième partie.
Descartes réitère ce raisonnement, en latin cette fois-ci, dans les Méditations métaphysiques (1641) :
« Sed est deceptor nescio quis, summe potens, summe callidus, qui de industriâ me semper fallit. Haud dubie igitur ego etiam sum, si me fallit; & fallat quantum potest, nunquam tamen efficiet, ut nihil sim quamdiu me aliquid esse cogitabo. Adeo ut, omnibus satis superque pensitatis, denique statuendum sit hoc pronuntiatum, Ego sum, ego existo, quoties a me profertur, vel mente concipitur, necessario esse verum. »

« Mais il y a un je ne sais quel trompeur très puissant et très rusé, qui emploie toute son industrie à me tromper toujours. Il n'y a donc point de doute que je suis, s'il me trompe ; et qu'il me trompe tant qu'il voudra il ne saurait jamais faire que je ne sois rien, tant que je penserai être quelque chose. De sorte qu'après y avoir bien pensé, et avoir soigneusement examiné toutes choses, enfin il faut conclure, et tenir pour constant que cette proposition : Je suis, j'existe, est nécessairement vraie, toutes les fois que je la prononce, ou que je la conçois en mon esprit. »

Ce n'est toutefois qu'en 1644, dans les Principes de la philosophie (première partie, article 7) que le mot « cogito » (au sens de cet article) apparaît pour la première fois dans l'œuvre de Descartes :
« Ac proinde haec cognitio, ego cogito, ergo sum, est omnium prima & certissima, quae cuilibet ordine philosophanti occurrat. »

« Cette pensée, je pense, donc j'existe, est la première et la plus certaine qui se présente à celui qui conduit ses pensées par ordre. »

### Dans la philosophie de Descartes
Descartes, qui était partie prenante des recherches scientifiques de l'époque, chercha à laisser à la postérité une méthode scientifique, basée sur le doute méthodique, afin de conduire à la recherche de vérités.
Malgré sa pratique d'un doute radical, Descartes se distingue des sceptiques. Chez ces penseurs grecs, l'épochè consiste en une suspension définitive du jugement qui vise à atteindre l'ataraxie. Il ne faut pas confondre ce doute avec le doute méthodique de Descartes, qui, lui, est provisoire et qui est établi en vue de la découverte d'une vérité indubitable. Le XVIIe siècle est une époque d'enrichissement de la pensée. De nombreuses découvertes viennent détruire l'unité politique, religieuse... de l'Europe. L'homme est donc perdu dans un monde incertain où rien n'est sûr sauf l'erreur. Mais pour Descartes, l'homme ne peut renoncer à « l'assurance du jugement ». Le scepticisme n'est pas une attitude viable. Son doute méthodique est donc un doute volontaire, raisonné et actif, qui a pour but d'atteindre une certitude, sur laquelle pourra être reconstruit un monde sûr et certain.
Dans le Discours de la méthode, il s'agit d'un doute méthodique. Le fait de penser demande d'introduire une méthode.
C’est sur le sujet pensant que se fondent désormais la connaissance, la morale et le droit. Être sujet, c’est rendre raison des choses et de soi-même, c’est s’affirmer comme être humain libre et responsable.
Descartes en vient à vouloir prouver aussi l'existence de Dieu, par le seul fait qu'il pense son existence. On lit en effet des développements importants dans les Méditations métaphysiques dans ce sens (Méditation troisième : de Dieu qu'il existe,
Méditation cinquième : de l'essence des choses matérielles, et derechef de Dieu, qu'il existe).

### Portée
Le cogito ergo sum développé dans ces trois œuvres a donc une portée considérable et intemporelle. Descartes affirme qu'il est un être pensant, et il pose la question de l'existence de Dieu, affirmant qu'il existe.
Certains parlent alors d'un doute hyperbolique : Descartes, poursuivant ses idées déjà exposées dans les Règles pour la direction de l'esprit, recherche un principe premier, c'est-à-dire un fondement de toute connaissance. Il s'agit du fait de penser : cogito, ergo sum (« Je pense, donc j'existe »).
Ce faisant, ce principe devient une certitude qui se substitue à la conception d'une cause première qui était celle de la scolastique, et qui résultait de la conciliation entre le christianisme et la philosophie d'Aristote, faite par Thomas d'Aquin dans la Somme théologique.
Ce principe fonde une nouvelle morale (les Principes de la philosophie).

## Postérité

### Un principe à inscrire dans son contexte
Comme on l'a vu, le contexte du XVIIe siècle est celui d'un questionnement sur la structure physique du monde et l'apparition du modèle héliocentrique.
Il faut signaler que Descartes lui-même a contesté le caractère syllogistique du cogito, même s'il maintient en lui un élément déductif. Le « donc » de la formule française l'atteste. Mais comme le doute met en suspens les raisonnements, la déduction peut être ici remise en doute, du moins dans le moment où elle n'est plus intuitionnée et que refluent les "raisons de douter". Cette difficulté, que Descartes signale et traite, occupera ses lecteurs autant que les spécialistes de Descartes dans les années 1950-1970.
La postérité a souvent retenu la formule : cogito ergo sum (« je pense donc je suis ») contenue dans le Discours de la méthode (1637), détachée de son contexte. Le Discours de la méthode, facilement lisible, parce qu'écrit en français, a véhiculé le concept du cogito au XVIIIe siècle, puis l'enseignement en France l'a popularisé. Les successeurs de Descartes s'imaginèrent alors quelquefois qu'il suffisait de penser scientifiquement pour aboutir à la certitude.

### Une métaphysique oubliée?
La postérité oublia parfois les développements philosophiques contenus dans les Méditations métaphysiques. Descartes employa le concept du cogito, non seulement sur le plan de la méthode scientifique (Discours de la méthode), mais il en donna une formulation à caractère métaphysique : dans les Méditations métaphysiques, la place principale est donnée au sujet pensant.
Beaucoup de philosophes au XIXe siècle se sont prétendus les successeurs de Descartes, alors qu'ils refusaient pourtant toute valeur à la métaphysique.
En fait, Descartes avait une conception de la métaphysique différente de celle de l'école scolastique, qui prenait Aristote pour référence, en l'interprétant dans la tradition de saint Thomas d'Aquin.
Aristote retenait la théorie du géocentrisme de Ptolémée, d'où la divergence d'opinion.
On lit en effet dans les Principes de la philosophie :
« Ainsi toute la philosophie est comme un arbre, dont les racines sont la métaphysique, le tronc est la physique et les branches qui sortent de ce tronc sont toutes les autres sciences qui se réduisent à trois principales, à savoir la médecine, la mécanique et la morale, j’entends la plus haute et la plus parfaite morale, qui, présupposant une entière connaissance des autres sciences, est le dernier degré de la sagesse. Or comme ce n’est pas des racines, ni du tronc des arbres, qu’on cueille les fruits, mais seulement des extrémités de leurs branches, ainsi la principale utilité de la philosophie dépend de celles de ses parties qu’on ne peut apprendre que les dernières. »
On voit que, contrairement à l'enseignement de l'époque, qui s'appuyait sur une réconciliation entre la Bible et la philosophie d'Aristote (école scolastique), Descartes ne met pas la métaphysique et la morale sur le même plan. On considérait en effet, sur la base de l'œuvre d'Aristote, que la philosophie comprenait trois grandes branches : la logique, la métaphysique, et l'éthique.

### Kant
Kant s'est souvent référé au concept du cogito de Descartes, en particulier dans la Critique de la raison pure. Kant montre les illusions que produit la raison lorsqu'elle prétend connaître les noumènes (Dieu, la liberté, l'âme). La raison « pense » par principes et lorsque l'application des principes se fait hors de l'expérience, c'est-à-dire dans le champ des noumènes (par opposition aux phénomènes), cela risque de se manifester par des antinomies, des paralogismes, etc. Kant critique ainsi l'application qui peut être faite du cogito de Descartes au service d'une pseudo-connaissance métaphysique de l'âme comme substance, et le risque que certaines applications entraînent des raisonnements fallacieux.

### Auguste Comte
Auguste Comte ne reprend pas explicitement ce principe de Descartes. Comme Descartes, Comte rejette les causes premières, mais il va plus loin : il n'y a plus de principe premier. Il n'emploie plus le terme de métaphysique, il estime cette branche de la philosophie comme étant dépassée, l'humanité étant passée à un stade positif (loi des trois états).
On retrouve chez Comte l'idée de subjectivité.
En athée, Auguste Comte ignore la métaphysique. Il s'éloigne donc de Descartes sur ce point, même s'il prétend être son successeur.

### Nietzsche, structuralistes
Certaines traditions philosophiques critiquent sévèrement le cogito comme premier principe, et c'est, en général, pour le dériver lui-même de structures qui le précèdent.
Par exemple, Nietzsche ou les structuralistes dénoncent le cogito comme n'étant qu'une illusion historiquement constituée, et en aucun cas comme un invariant universel.

### Husserl
Edmund Husserl, après avoir travaillé sur les méditations, tentera de fonder la phénoménologie. Il s'inspire du cogito, plus particulièrement du doute méthodique, pour développer son épochè, premier mouvement de la réduction phénoménologique. Contrairement au doute de Descartes, il ne nie pas le monde sensible, mais laisse la question en suspens, de surcroît, l'épochè n'est pas un outil dont on se sépare une fois la première vérité posée. Il rejette la « réification » (« Quid enim sum ? Res cogitans. » / « Que suis-je donc ? Une chose pensante ») immédiate que Descartes induit immédiatement dans les Mediationes.

## Cogito ergo sumet concepts philosophiques

### Concepts philosophiques apparentés
On utilise parfois également les termes de :
- cogitatio : l'acte de penser ;
- cogitatum : l'objet d'une pensée ;
- (res) cogitans : le pensant, la chose pensante (ce qui désigne souvent l'âme).

### Le sujet
La philosophie de Descartes reste très axée sur le sujet (je pense), sur le raisonnement, sans exclure l'existence de Dieu, mais il s'agit d'un dieu plutôt subjectif et abstrait : Pascal disait que la philosophie de Descartes menait tout droit au déisme.
La psychanalyse moderne, Carl Gustav Jung en particulier, montre que nous pouvons nous situer dans des situations de sujet à objet, ou bien de sujet à sujet. Descartes se place dans une situation de sujet à objet, dans laquelle l'objet est la connaissance scientifique, sur laquelle il n'a pas le même point de vue que ses contemporains.
Dans les « Autres Écrits », le psychanalyste Jacques Lacan signale qu’« il y a une erreur au départ de la philosophie ». Erreur qui porte sur l’autonomie de la pensée. En effet, le sujet n’est pas à concevoir sans le rapport fondamental à l’objet manquant. « La pensée est toujours dans la dépendance de la perte de l’objet » (Jacques-Alain Miller - Choses de finesse en psychanalyse). Le cogito ne peut donc constituer une base indéfectible de rapport au savoir.
La philosophie de Descartes est très analytique. Elle peut aussi conduire à un manque de vision globale et un point de vue « sollipsiste » si l'analyse est biaisée, en particulier par le fait que le sujet peut sous-estimer le point de vue d'autrui.
Blaise Pascal, quelques années après Descartes, adoptera un point de vue relativement différent :

« Toutes choses étant causées et causantes, [...] et toutes s’entraînant par un lien naturel et insensible, qui lie les plus éloignées et les plus différentes, je tiens impossible de connaître les parties sans connaître le tout, non plus que de connaître le tout sans connaître particulièrement les parties. »

### Cause première et causalité
L'expression « trop cartésien » est souvent employée en France pour désigner un mode de pensée qui est jugé sans doute trop « analytique », et qui manque de vision d'ensemble et d'intuition. Mais pour qui connait vraiment les ouvrages de Descartes ce point de vue ne peut paraître que réducteur et caricatural.
Le cogito, mal compris, peut sembler conduire à un mode de pensée exclusivement déductif, et non inductif.
Descartes déduit de l'intuition des principes premiers, et il laisse de côté la cause première de la philosophie scolastique.
Quand Descartes affirme que la philosophie est comparable à un arbre dont les racines sont la métaphysique, le tronc la physique, et les branches la médecine, la mécanique et la morale (degré supérieur de la sagesse), il semble porté à confondre des branches de la philosophie (Métaphysique, Éthique ou morale) et des branches de la science.
Descartes emploie le mot « morale » (étymologie latine), au lieu d'éthique (étymologie grecque). « Morale » aurait aujourd'hui une connotation plutôt normative, bien que tous les philosophes ne soient pas d'accord sur ce point.
Étant donné le contexte de changement de représentation du monde dans lequel s'est constitué le cogito, on peut se demander si cette philosophie fondée sur la primauté d'une certaine subjectivité pourra résister à de nouveaux changements dans les conceptions du monde (voir épistémè).

### Cause finale
La question de la finalité n'était peut-être pas la première préoccupation de Descartes, qui avait plutôt le souci d'une explication scientifique en cherchant les « lois » qui régissent les phénomènes physiques (lois de Kepler, optique...) par le raisonnement et l'expérience.

### Cogitoet substance
Dans plusieurs de ses œuvres, et surtout à partir des Méditations métaphysiques, Descartes emploie l'expression « substance intelligente », ou « substance pensante », par opposition à la substance corporelle (la matière), faisant référence au concept aristotélicien de substance repris dans la scolastique (Thomas d'Aquin). Toutefois, cette question ne fut vraiment examinée par Descartes que dans les Principes de la philosophie (1644).
Descartes pense en effet le sujet comme substance, mais essentiellement comme « substance pensante », par opposition à la « substance matérielle » (le corps et le monde). Descartes découvre que le sujet pensant est le seul être dont on ne peut mettre l’existence en doute, car douter est déjà penser, donc exister. La totalité de la connaissance sera reconstruite sur cette base fondatrice indubitable : le cogito (« je pense, donc je suis »). Dès lors, la désignation de sujet est réservée à l’être pensant seul, par opposition aux êtres qu’il connaît (les objets). Ce faisant, Descartes oppose la substance pensante, non étendue, et la substance corporelle, étendue, il élabore un dualisme de substance.

## Critiques
Dans l'encyclique Laudato si', le pape François voit la racine humaine de la crise écologique et sociale dans la « globalisation du paradigme technocratique » et dans l'« anthropocentrisme moderne ». Selon Michel Mahé, le paradigme technocratique entretient un lien complexe avec l'anthropologie. Pour lui, l'attitude anthropocentrique qui isole et oppose l'homme du reste de l'être trouve sa source en Descartes. Le fondement métaphysique de la philosophie cartésienne est l'affirmation de l'existence du sujet, de l'ego. Il s'agit d'un ego singulier, mais n'importe quel homme affirme pareillement cogito ergo sum. Ainsi, le rapport entre certaines des caractéristiques de la philosophie cartésienne et l'« anthropocentrisme dévié » et ses conséquences dont parle le pape apparaît évidemment. 

## Citations
- « [...] au lieu de cette philosophie spéculative qu'on enseigne dans les écoles[9], on en peut trouver une pratique, par laquelle, connaissant la force et les actions du feu, de l'eau, de l'air, des astres, des cieux, et de tous les autres corps qui nous environnent, aussi distinctement que nous connaissons les divers métiers de nos artisans, nous les pourrions employer en même façon à tous les usages auxquels ils sont propres, et ainsi nous rendre comme maîtres et possesseurs de la nature. »  — René Descartes, Discours de la méthode, sixième partie[10]
- « Sur tous les animaux enfants du Créateur,
J'ai le don de penser, et je sais que je pense. »  — La Fontaine, Discours à Madame de la Sablière. Référence au cogito de Descartes.

## Dans la culture populaire
- Cogito ergo sum est le mot de passe en vigueur chez les troupes de Scipion dans la bande dessinée Astérix légionnaire.
- Dans Le Guide du voyageur galactique, c'est de cet énoncé que part le super-ordinateur Pensées Profondes (Deep Thought en version originale) pour trouver la réponse à La Grande Question sur la vie, l'univers et le reste.
- Dans la série d'animation japonaise Ergo Proxy, des AutoReivs (robots humanoïdes) sont contaminés par le virus Cogito et prennent conscience d'eux-mêmes.
- Dans la série Doctor Who, la deuxième partie de l'épisode Le Labyrinthe des Anges, l'expression est utilisée lors d'une réflexion du docteur.
- Dans le jeu vidéo Persona, le thème central de l'histoire repose sur cette citation.
- Dans le jeu vidéo Live A Live, l'action du chapitre "Cœur mécanique" se déroule dans un vaisseau spatial nommé d'après cette citation.
- Dans le jeu vidéo et la nouvelle du même nom Je n'ai pas de bouche et il faut que je crie, le super-ordinateur "Am" prend conscience de lui-même et utilise cette phrase en tant que motto.
- Dans la chanson Get up, Girl de Mylène Farmer, la chanteuse emploie l’expression « je pense donc je suis » pour boire un verre.
- Billie Eilish consacre à l'expression, traduite en anglais, une chanson intitulée Therefore I Am, sortie en 2020.

L'expression est parfois modifiée.
- Dans sa chanson Les Choses album Chansons pour les pieds, 2001), Jean-Jacques Goldman fait allusion au cogito pour critiquer la société de consommation, en chantant : « C'est plus je pense mais c'est j'ai donc je suis ».
- Dans son morceau Mosaïque Solitaire, présent sur l'album Ipséité, le rappeur Damso emploie l'expression « Je suis donc j'aurai ».